# Die Morgenstunde eines braven Jungen
Morgenstunde eines braven Jungen ist ein rumänisches Jugend-Drama aus dem Jahr 1967. Es basiert auf einer Kurzgeschichte von Constantin Stoiciu.

## Handlung
Nachdem der junge Schweißer Vive einen Arbeitsunfall hatte und ins Krankenhaus gebracht wurde, glauben sowohl sein Freund Fane als auch der behandelnde Arzt an einen Suizidversuch. Dabei ist die Situation ganz anders. Denn Vive lebt das Leben eines Versagers, der es nicht geschafft hat zu studieren. Nachdem er beim Militär war und als Kopierer arbeitete. Dabei musste er sich immer wieder von seinem Vater, einem Eisenbahnarbeiter anhören, dass er ein Idiot ist und nicht zum Arbeiten tauge. Er schwelge zu sehr im Leben und würde sich viel lieber mit seinen ehemaligen Schulkameraden Romanche und die „Blonde“ treffen. Gelangweilt von seinem Leben versuchte er sich selbst zu finden, ging von zu Hause weg und fand einen Job als Schweißer. Schnell freundet er sich mit seinem Vorgesetzten Fane an und führte auch eine kurzzeitige Beziehung mit Stela. Mit Mariana, der Verlobten des Ingenieurs Stefan, bahnt sich bald eine weitere Beziehung an. Er kommt ihr nahe und Stefan wird schnell eifersüchtig, sodass er um Mariana kämpft, die allerdings gelangweilt von ihm ist. Als dann mit Emilian Cioba auch noch ein wichtiger Mitarbeiter an einer Leberzirrhose verstirbt, und alle bei der Beerdigung sind, verprügelt Stefan Vive, sodass dieser seinen Job aufgibt und zu seinen Eltern zurückkehrt. Doch ein Anruf Marianas bringt ihn wieder zurück zur Arbeit, wobei er wirklich einen Unfall hatte und sich nicht wegen der unglücklichen Liebe zu Mariana das Leben nehmen wollte.

## Kritik
Das Lexikon des internationalen Films meinte: „Ein recht sensibler Einblick in den tristen Alltag Bukarests in den 60er Jahren. Die ständig bewegte Kamera und der hektische Schnitt verfehlen auf Dauer ihre Wirkung, da ausgleichende Momente der Ruhe fehlen.“

## Hintergrund
Das Produktionsstudio genehmigte am 19. November 1965 den Dreh. Die Produktion startete am 25. Februar 1965 und gedreht wurde schließlich vom 28. April bis 16. August 1966. Die Produktion endete am 26. November 1966 und kostete insgesamt 3,819 Mio. Leu. In die rumänischen Kinos kam er schließlich am 17. Januar 1967, wobei er von 1.499.488 Zuschauern gesehen wurde. Die deutschsprachige Erstausstrahlung war am 23. August 1968 auf dem ostdeutschen Fernsehsender DFF 1.
Beim Kinder- und Jugendfilmfestival Gottwaldov, im heutigen Zlín, wurde der Film für das beste Drehbuch ausgezeichnet.